# Leptoiulus semenkevitschi
Leptoiulus semenkevitschi  (лат.) — многоножка из отряда кивсяков класса двупарноногих.

## Описание
Длина тела 12,5—17,0 мм. Окраска чёрно-коричневая с чёрной продольной линией на спине. Плейротергит седьмого сегмента самца снизу с одной лопастью.

## Ареал и места обитания
Эндемик украинской лесостепи. Вид обнаружен в Киеве (в частности, в Голосеевском лесу) и его окрестностях. Обитает в подстилке и верхних слоях почвы грабовых рощ и грабово-дубовых лесов.

## Охрана
Как редкий вид многоножка L. semenkevitschi занесена в Красную книгу Украины. Численность вида неизвестна, причины её изменения неясны. Для сохранения вида необходимо подробное изучение особенностей его биологии, исследование его современного состояния в Голосеевском лесу и урочище Конча-Заспа, защита мест его обитания.